# Edwin Corning
Edwin Corning (Albany, 30 settembre 1883 – Bar Harbor, 7 agosto 1934) è stato un imprenditore e politico statunitense.

## Biografia
Edwin Corning nasce nel 1883 da Erastus Corning (figlio di Erastus Corning I) e Mary Parker (figlia di Amasa J. Parker) ha studiato alla Albany Academy e alla Groton School per laurearsi bachelor alla Università Yale nel 1906. Quindi ha iniziato a lavorare per la Ludlum Steel Company a Watervliet e ne è diventato il presidente nel 1910.
Il 25 novembre 1908 ha sposato Louise Maxwell, dalla quale ha avuto quattro figli: Erastus Corning II, Louise Corning, Harriet Corning e Edwin Corning, Jr.
Nel 1924 svolge il ruolo di elettore presidenziale. È stato presidente del Comitato del Partito Democratico dello Stato di New York dal 1926 al 1928. È stato eletto vicegovernatore dello Stato di New York nel 1927 con il governatore Al Smith. Quando nel 1928 Al Smith decise di candidarsi come Presidente degli Stati Uniti, a Corning venne chiesto di candidarsi governatore, ma egli rifiutò per problemi di salute.
È morto in sala operatoria durante l'amputazione di una gamba dovuta alla gangrena causata dal diabete. È stato sepolto all'Albany Rural Cemetery presso Menands.
| Controllo di autorità | VIAF (EN) 2053158491031111920004 · GND (DE) 1206712953 |